# Don Quichotte à Dulcinée
Don Quichotte à Dulcinée là bộ ba khúc hát được sáng tác bởi nhà soạn nhạc người Pháp Maurice Ravel. Ba khúc hát này là của nhân vật nổi tiếng Don Quichotte hát về công nương Dulcinea. Ông viết tác phẩm này vào năm 1932. Đây là tác phẩm cuối cùng của ông.